# 마리애나 장바티스트
마리애나 장바티스트(Marianne Jean-Baptiste, 1967년 4월 26일 ~ )는 잉글랜드의 배우이다.

## 출연 작품
- 산타킬러스 (2020)
- 인 패브릭 레드 드레스 (2019)
- 블라인드 스팟 (2015)
- 엣지 오브 투모로우 (2014)
- 로보캅 (2014)
- 모멘트 (2013)
- 바이올렛 앤 데이지 (2011)
- 테이커스 (2010)
- 룸스 (2009)
- 더 베이크 샵 고스트 (2009)
- 시티 오브 엠버: 빛의 도시를 찾아서 (2008)
- 잼 (2006)
- 더 레이트 레이트 쇼 위드 크레이그 퍼거슨 (2005)
- 위드아웃 어 트레이스 1 (2002)
- 스파이 게임 (2001)
- 뉴 이어스 데이 (2000)
- 더 셀 (2000)
- 28일 동안 (2000)
- 머더 오브 크로우 (1999)
- 잔인한 달을 만드는 법 (1998)
- 커리어 걸스 (1997)
- 미스터 제러시 (1997)
- 비밀과 거짓말 (1996)